# TSV Trebgast
Turn- und Sportverein Trebgast e.V. é uma agremiação esportiva alemã, fundada a 1 de julho de 1920, sediada em Trebgast, na Baviera.

## História
O clube foi estabelecido como clube de ginástica Trebgast Turnverein, o qual rapidamente formou departamentos de futebol e handebol. Após a Segunda Guerra Mundial, o TV se juntou a dois outros clubes locais para formar o ASV Trebgast antes de adotar seu nome atual em 1950. 
As melhores temporadas ocorreram no final da década de 1970, quando alcançaram a Amateurliga e Amateuroberliga Bayern após a captura de um título da Landesliga Bayern-Nord, em 1977. O melhor resultado foi um 7º lugar, em 1978, antes que caísse para o 15º lugar, em 1981, e fosse rebaixado. 
Em 1991, o clube desistiu da Landesliga completamente. Seu sucesso mais recente foi um 2º lugar a Bezirksliga Oberfranken-Ost em 2002. O TSV participa atualmente da A-Klasse Bayreuth-Kulmbach 9 (XI).
Além do futebol, o clube tem departamentos de karatê, caminhadas, ginástica para mulheres, tiro e carnaval.

## Títulos
- Landesliga Bayern-Nord
  - Campeão: 1977;
  - Vice-campeão: 1975;
- Bezirksliga Oberfranken-Ost
  - Campeão: 1974;
  - Vice-campeão: 2002;

## Cronologia recente
| Temporada | Divisão                         | Módulo | Posição |
| 1999–2000 | Bezirksliga Oberfranken-Ost     | VII    | 4º      |
| 2000–01   | Bezirksliga Oberfranken-Ost     | VII    | 3º      |
| 2001–02   | Bezirksliga Oberfranken-Ost     | VII    | 2º ↑    |
| 2002–03   | Bezirksoberliga Oberfranken     | VI     | 12º     |
| 2003–04   | Bezirksoberliga Oberfranken     | VI     | 9º      |
| 2004–05   | Bezirksoberliga Oberfranken     | VI     | 14º ↓   |
| 2005–06   | Bezirksliga Oberfranken-Ost     | VII    | 7º      |
| 2006–07   | Bezirksliga Oberfranken-Ost     | VII    | 16º ↓   |
| 2007–08   | Kreisliga Bayreuth-Kulmbach     | VIII   | 14º ↓   |
| 2008–09   | Kreisklasse Bayreuth-Kulmbach 2 | X      | 7º      |
| 2009–10   | Kreisklasse Bayreuth-Kulmbach 5 | X      | 16º ↓   |
| 2010–11   | A-Klasse Bayreuth-Kulmbach 9    | XI     | 8º      |
| 2011–12   | A-Klasse Bayreuth-Kulmbach 9    | XI     | 6º      |
| 2012–13   | A-Klasse Bayreuth-Kulmbach 9    | X      | º       |